# Sinthusa stigma
Sinthusa stigma är en fjärilsart som beskrevs av Adalbert Seitz 1926. Sinthusa stigma ingår i släktet Sinthusa och familjen juvelvingar. Inga underarter finns listade i Catalogue of Life.